# Gumaa Abas
Gumaa Abas Omer (ur. 3 listopada 1994) – sudański piłkarz grający na pozycji środkowego pomocnika. Od 2021 jest zawodnikiem klubu Al-Hilal.

## Kariera klubowa
Swoją karierę piłkarską Abas rozpoczął w klubie Hay Al-Arab SC, w barwach którego zadebiutował w 2016 roku. W latach 2018–2021 grał w Alamal SC Atbara. W 2021 przeszedł do Al-Hilal Omdurman.

## Kariera reprezentacyjna
W reprezentacji Sudanu Abas zadebiutował 30 grudnia 2021 w przegranym 2:3 towarzyskim meczu z Etiopią, rozegranym w Limbé. W 2022 roku został powołany do kadry na Puchar Narodów Afryki 2021. Na tym turnieju rozegrał trzy mecze grupowe: z Gwineą Bissau (0:0), z Nigerią (1:3) i z Egiptem (0:1).